# فرانك بي. وين
فرانك بي. وين (بالإنجليزية: Frank B. Wynn)‏ هو أستاذ جامعي وطبيب وطبيب نفسي وعالم نفس أمريكي، ولد في 28 مايو 1859 في Springfield, LaPorte County, Indiana ‏ في الولايات المتحدة، وتوفي في 17 يوليو 1922 في إنديانابوليس في الولايات المتحدة بسبب نزف مخي.